# Eucheilota flevensis
Eucheilota flevensis är en nässeldjursart som beskrevs av van Kampen 1922. Eucheilota flevensis ingår i släktet Eucheilota och familjen Lovenellidae. Inga underarter finns listade i Catalogue of Life.